# 拉卡佩勒巴雷斯
拉卡佩勒巴雷斯（法語：Lacapelle-Barrès，法語發音：[lakapɛl baʁɛs]）是法国康塔尔省的一个市镇，属于圣弗卢尔区。

## 地理
拉卡佩勒巴雷斯（44°56'3"N, 2°43'24"E）面积6.3 平方千米，位于法国奥弗涅-罗讷-阿尔卑斯大区康塔爾省，该省份为法国中南部省份，位于法國中央高原中心，北起科雷兹省、上盧瓦爾省和多姆山省，西接洛特省和科雷兹省，南至阿韦龙省和洛特省，东临上盧瓦爾省和洛泽尔省。
与拉卡佩勒巴雷斯接壤的市镇（或旧市镇、城区）包括：泰龙代尔、马尔博、佩耶罗尔。

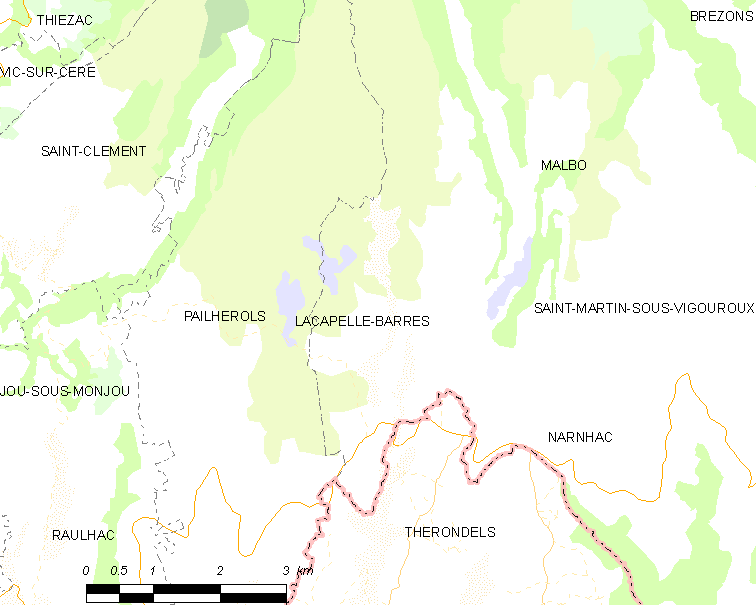
拉卡佩勒巴雷斯的OSM定位图

拉卡佩勒巴雷斯的时区为UTC+01:00、UTC+02:00（夏令时）。

## 行政
拉卡佩勒巴雷斯的邮政编码为15230，INSEE市镇编码为15086。

## 政治
拉卡佩勒巴雷斯所属的省级选区为圣弗卢尔第二县。

## 人口

1962-2008年间拉卡佩勒巴雷斯人口变化图示

拉卡佩勒巴雷斯于2022年1月1日时的人口数量为59人。